# Aischal van der Linde
Aischal van der Linde (26 de julio de 1986) es una deportista arubeña que compitió en taekwondo. Ganó una medalla de bronce en el Campeonato Panamericano de Taekwondo de 2004 en la categoría de –47 kg.

## Palmarés internacional
| Campeonato Panamericano | Campeonato Panamericano          | Campeonato Panamericano | Campeonato Panamericano |
| Año                     | Lugar                            | Medalla                 | Categoría               |
| ----------------------- | -------------------------------- | ----------------------- | ----------------------- |
| 2004                    | Santo Domingo ( Rep. Dominicana) | Medalla de bronce       | –47 kg                  |